# Znameanka, Krasnohvardiiske
Znameanka (în ucraineană Знам'янка) este un sat în comuna Voshod din raionul Krasnohvardiiske, Republica Autonomă Crimeea, Ucraina.

## Demografie
Componența lingvistică a localității Znameanka
     Rusă (67,11%)
     Tătară crimeeană (11,69%)
     Ucraineană (5,01%)
     Alte limbi (1%)
Conform recensământului din 2001, majoritatea populației localității Znameanka era vorbitoare de rusă (67,11%), existând în minoritate și vorbitori de tătară crimeeană (11,69%) și ucraineană (5,01%).